# Antonín Dvořák (pilot)
Plk. Antonín Dvořák (24. září 1916 Zbůch – 18. května 2003 Montréal) byl československý pilot Royal Air Force z období druhé světové války a po ní.

## Život

### Před druhou světovou válkou
Antonín Dvořák se narodil 24. září 1916 ve Zbůchu na plzeňsku. Byl členem Skauta, docházel do Západočeského aeroklubu. V osmnácti letech nastoupil na leteckou školu do Prostějova, studium zde dokončil v roce 1935. Jako vojenský pilot následně působil v Piešťanech a u dálkozvědné 64. letky.

### Druhá světová válka
Po německé okupaci v březnu 1939 odešel Antonín Dvořák z protektorátu. Přes Polsko se dostal do Francie, kde vstoupil do cizinecké legie. Po pádu Francie v roce 1940 pak pokračoval přes severní Afriku a Gibraltar do Velké Británie. Sloužil u 501. perutě RAF. Dne 14. července byl raněn při doprovodu bombardérů nad Cherbourg, ale podařilo se mu vrátit do Anglie, kde musel být okamžitě operován. Dále sloužil u 312. československé stíhací perutě RAF, kde se stal velitelem letky.

### Po druhé světové válce
Po skončení druhé světové války se Antonín Dvořák vrátil do Československa. Opět jej opustil po únoru 1948. Vrátil se do Velké Británie a ještě pět let sloužil u Royal Air Force. Po ukončení služby se s manželkou přestěhoval do Kanady, kde v Montréalu 18. května 2003 zemřel. Dožil se rehabilitace své osoby a povýšení na plukovníka.

## Ocenění

### Vyznamenání
- Československá medaile Za chrabrost před nepřítelem

### Posmrtná ocenění
- V roce 2023 byla Antonínu Dvořákovi v rodném Zbůchu odhalena pamětní deska[1]